# Godasa mecynoides
Godasa mecynoides là một loài bướm đêm trong họ Noctuidae.